# Náboženský sionismus (politická strana)
Náboženský sionismus (hebrejsky הציונות הדתית‎), do roku 2021 známá jako Tkuma (hebrejsky תקומה,‎, znamenající Znovuzrození) a také jako Národní jednota - Tkuma (hebrejsky האיחוד הלאומי-תקומה‎), byla krajně pravicová, ultranacionalistická, nábožensky sionistická politická strana v Izraeli, která hlásala nadřazenost Židů.
Stranu založil v roce 1998 Chanan Porat a pojmenoval ji Tkuma. V letech 1999 až 2013 byla součástí nacionalistické a pravicově populistické koaliční strany Národní jednota. V letech 2013 až 2019 byla jednou ze stran nacionalistické a krajně pravicové koaliční strany Židovský domov. V roce 2019 byla součástí radikálně nábožensky sionistické Unie pravicových stran. Mezi lety 2019 až 2023 byla členskou stranou národně-konzervativní sionistické koaliční strany Jamina. V roce 2023 se sloučila s Židovským domovem do politické strany Národní náboženská strana-Náboženský sionismus.
Strana byla členem vládních koalic v letech 2001 až 2004, 2015 až 2020 a od roku 2022. Byla řazena mezi strany tzv. národního tábora.

## Pozadí
Tkuma byla založena radikálními židovskými osadníky roku 1998 před volbami do 15. Knesetu. Tito osadníci, kteří nechtěli volit Likud ani Národní náboženskou stranu, byli podpořeni bývalými členy Národní náboženské strany Chananem Poratem a Cvi Hendelem. Nejprve se nově vzniklá strana jmenovala Emunim (hebrejsky: אמונים‎, „Důvěra“), ale později byla přejmenována na Tkuma. Společně se stranami Moledet a Cherut - Národní hnutí zformovali koalici Národní jednota, která v parlamentních volbách v roce 1999 získala čtyři křesla v Knesetu.
V roce 2003 vstoupil do koalice Národní jednota strana Jisra'el bejtejnu (Cherut odešel) a koalice získala ve volbách sedm křesel. Společně se stranami Likud, Šinuj, Národní náboženskou stranou a Jisra'el ba-alija tvořili koalici Ariela Šarona.
Kvůli tlakům způsobeným stažením z Gazy (které Tkuma ideologicky odmítala, částečně i proto, že Hendel žil v pásu osad Guš Katif) odešli ministři za Národní jednotu – Binjamin Elon a Avigdor Lieberman – a strana odešla z koalice. Koalice stran Národní jednota byla posílena o nově vzniklou stranu Achi, která se oddělila od Národní náboženské strany poté, co se rozhodla zůstat v Šaronově koalici.
Před parlamentními volbami v roce 2006 se strana Jisra'el bejtejnu rozhodla opustit koalici a kandidovat samostatně. Na poslední chvíli utvořila s Národní jednotou koalici Národní náboženská strana. Ve volbách získali devět křesel, z nichž dvě byly přiděleny Tkumě.